# ناحیه فریدپور
ناحیه فریدپور (به لاتین: Faridpur District) یک ناحیه در بنگلادش است که در استان داکا واقع شده‌است.

## خصوصیات
ناحیه فریدپور ۲٬۰۷۲٫۷۲ کیلومترمربع مساحت و ۱٬۹۱۲٬۹۶۹ نفر جمعیت دارد.